# Маслен ніс

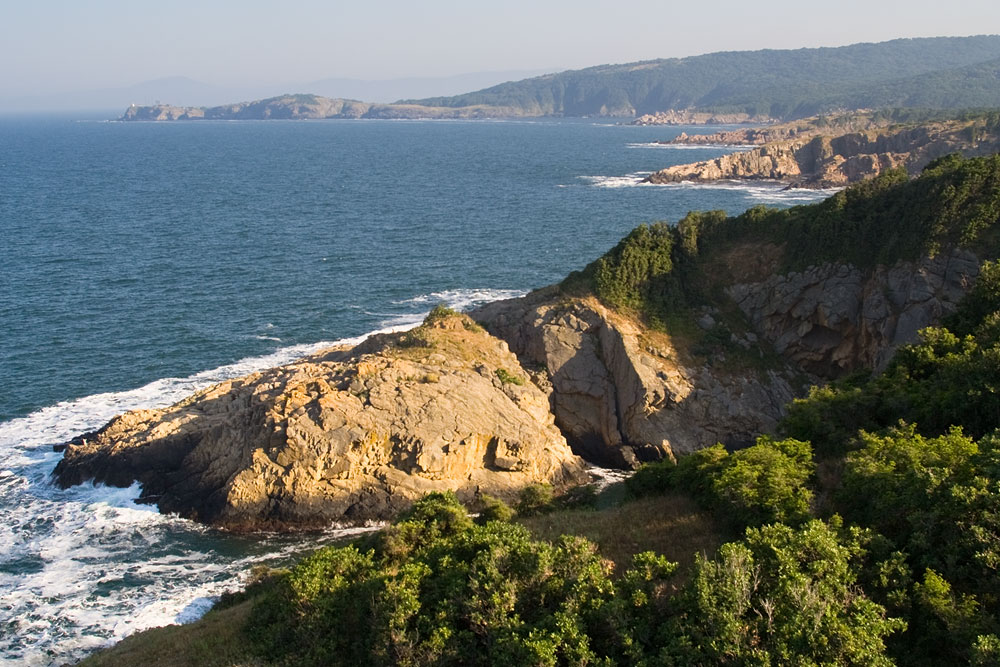
Маслен ніс, вид з Коракья

Маслен ніс — мис, частина  східного відрогу гори Странджа, що сходить у море.  Він розташований неподалік від міста Приморсько, в оточенні величезних золотих пляжів.  Місцевість була заселена з найдавніших часів — місце, де ріка Ропотамо розрізається странджанськими схилами, древнє місто Ранулі було збудовано на величезних скелях, вирізаних річкою. У гирлі річки знаходяться залишки римського міста. У самому кінці миса все ще знаходяться стіни фортеці Тера, що охороняла цей берег. В XIII-XIV століття був збудований порт Сива на цьому мисі.
Значна частина мису  входить до охоронюваної території тієї ж категорії, що і "природна пам'ятка". 
Фракійське святилище Бегликташ також знаходиться в районі мису Маслен ніс.

## Зовнішні посилання
- Маслен ніс [Архівовано 3 квітня 2009 у Wayback Machine.] (фотографія)